# 野崎貴裕
野崎 貴裕（のざき たかひろ、1974年11月19日 - ）は、日本の元長距離スピードスケート選手。北海道本別町出身。元スピードスケート日本代表選手の野崎千春は姉。

## 人物・来歴
1993年に北海道本別高等学校卒業。1997年に日本大学卒業後、王子製紙スケート部に入部。
1995年の世界選手権バゼルガ・ディ・ピネ（イタリア）大会で総合4位となる。1998年の長野オリンピックでは5000mにおいて17位の成績を収める。
2002年の第71回全日本スピードスケート選手権大会で総合優勝。2003年の第5回アジア冬季競技大会5000mで金メダル。同年現役を引退する。
2004年より、苫小牧市内の高校で教鞭を執るかたわら、高校生にアイスホッケーやスピードスケートの指導をする。2009年より転勤し、白糠町内の高校にて教鞭を執る。